# Salpis globosa
Salpis globosa là một loài bướm đêm trong họ Geometridae.